# Nikita Zadorov

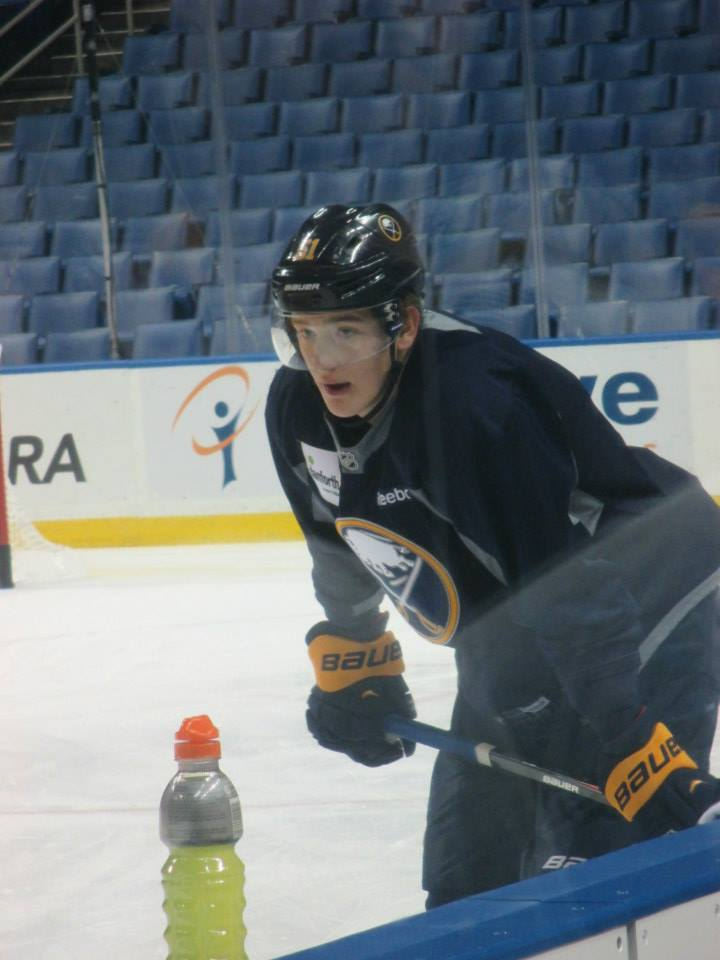
Imagem do jogador de hóquei no gelo russo Nikita Zarodov.

Nikita Sergeevich Zadorov (Moscou,16 de abril de 1995) é um jogador de hóquei no gelo russo. Atualmente defende o Colorado Avalanche.